# Schloss Schwörstadt

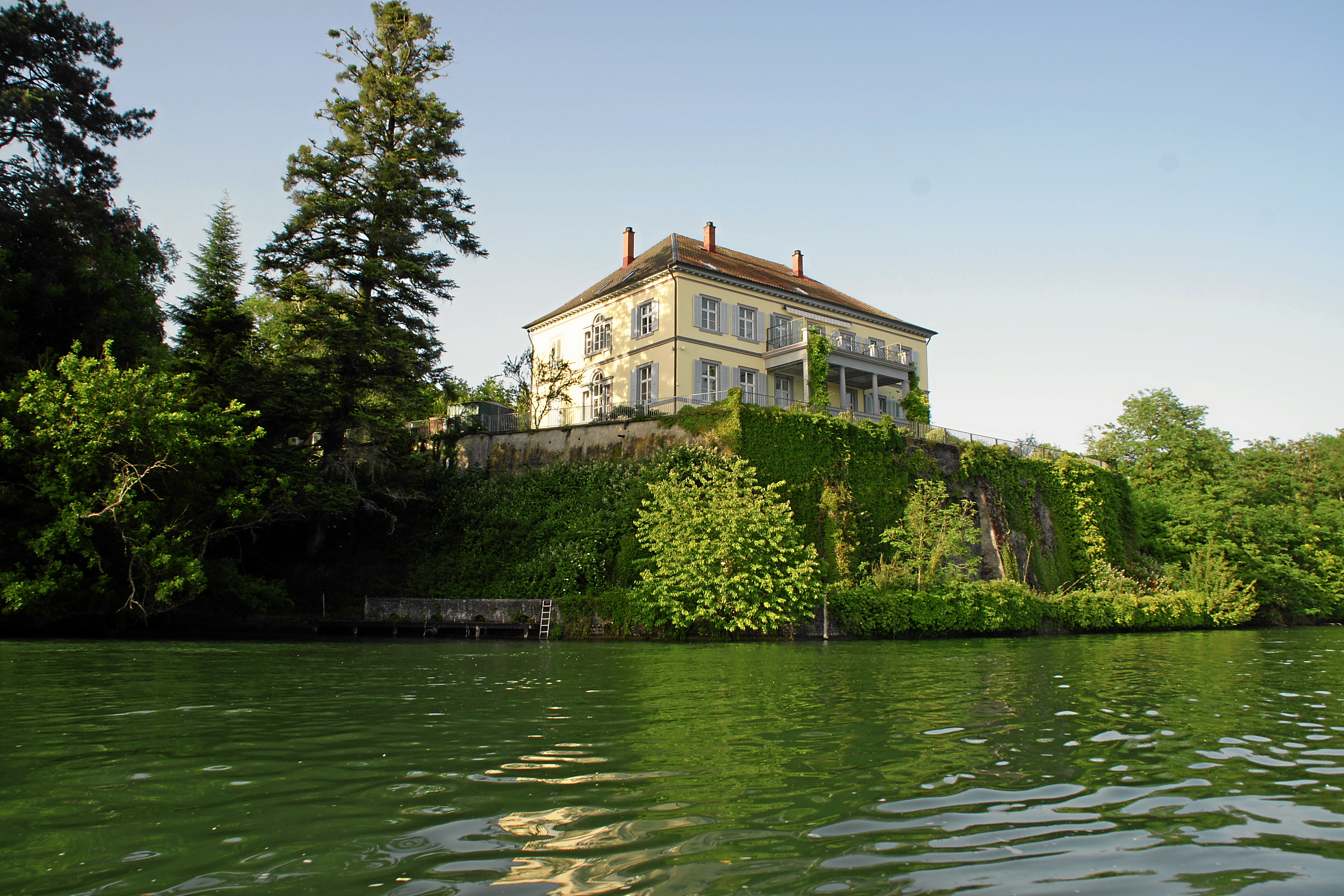
Schloss Schwörstadt vom Rhein aus gesehen

Schloss Schwörstadt ist ein 1834/35 erbautes Herrenhaus in Schwörstadt im Landkreis Lörrach.

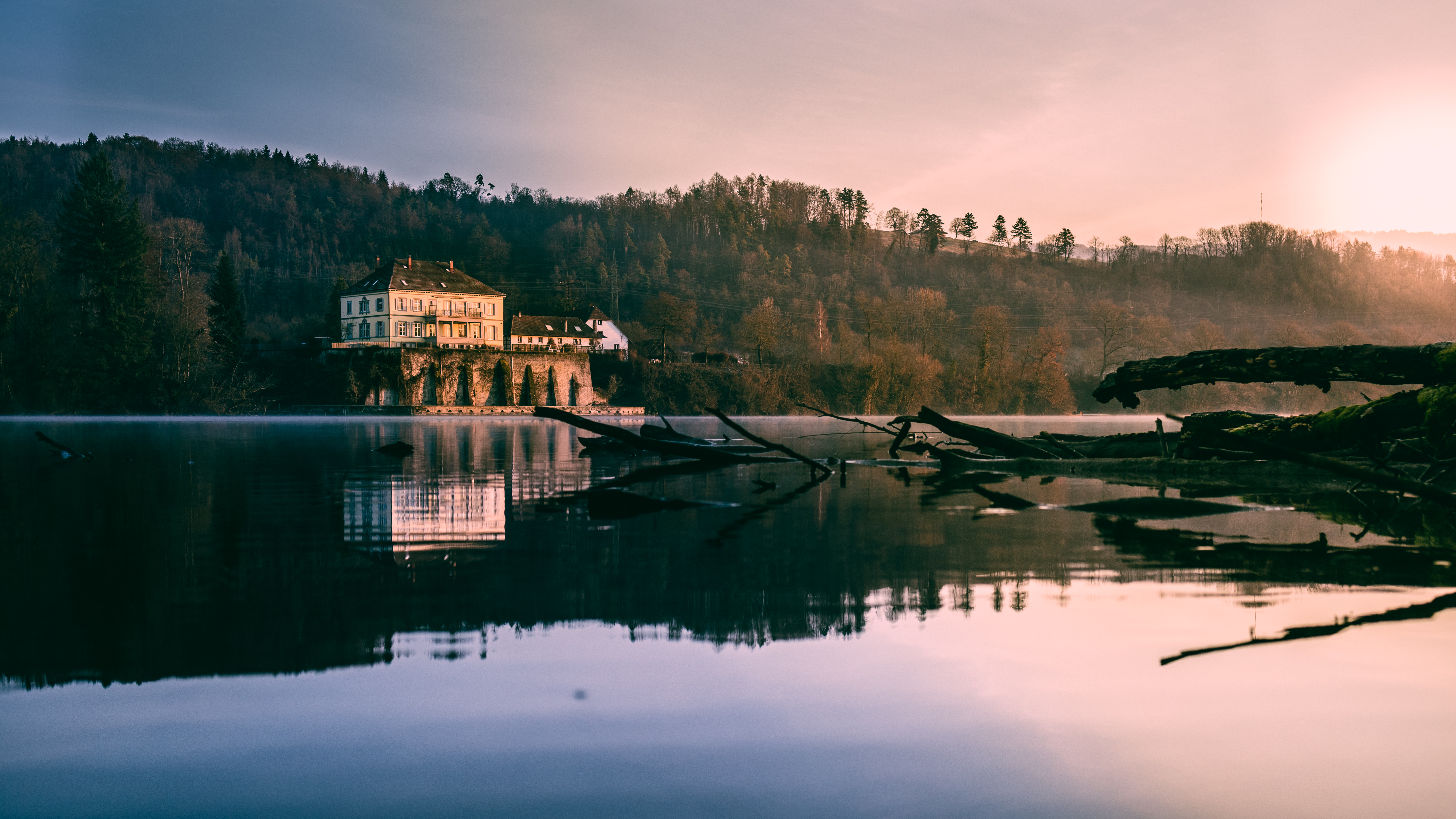
Schloss Schwörstadt bei Sonnenaufgang

## Geschichte

### Vorgeschichte
Bereits zwischen 1280 und 1300 errichtete Ulrich I. von Wieladingen in Schwörstadt eine Burg, deren erste bekannte urkundliche Erwähnung von 1316 datiert. 1316 wurde die Burg an die Herren von Stein verkauft.
In der Mitte des 14. Jahrhunderts starben die Herren von Stein im Mannesstamm aus, und ihr Besitz kam an die Herren von Schönau.

### Der Brand der alten Burg

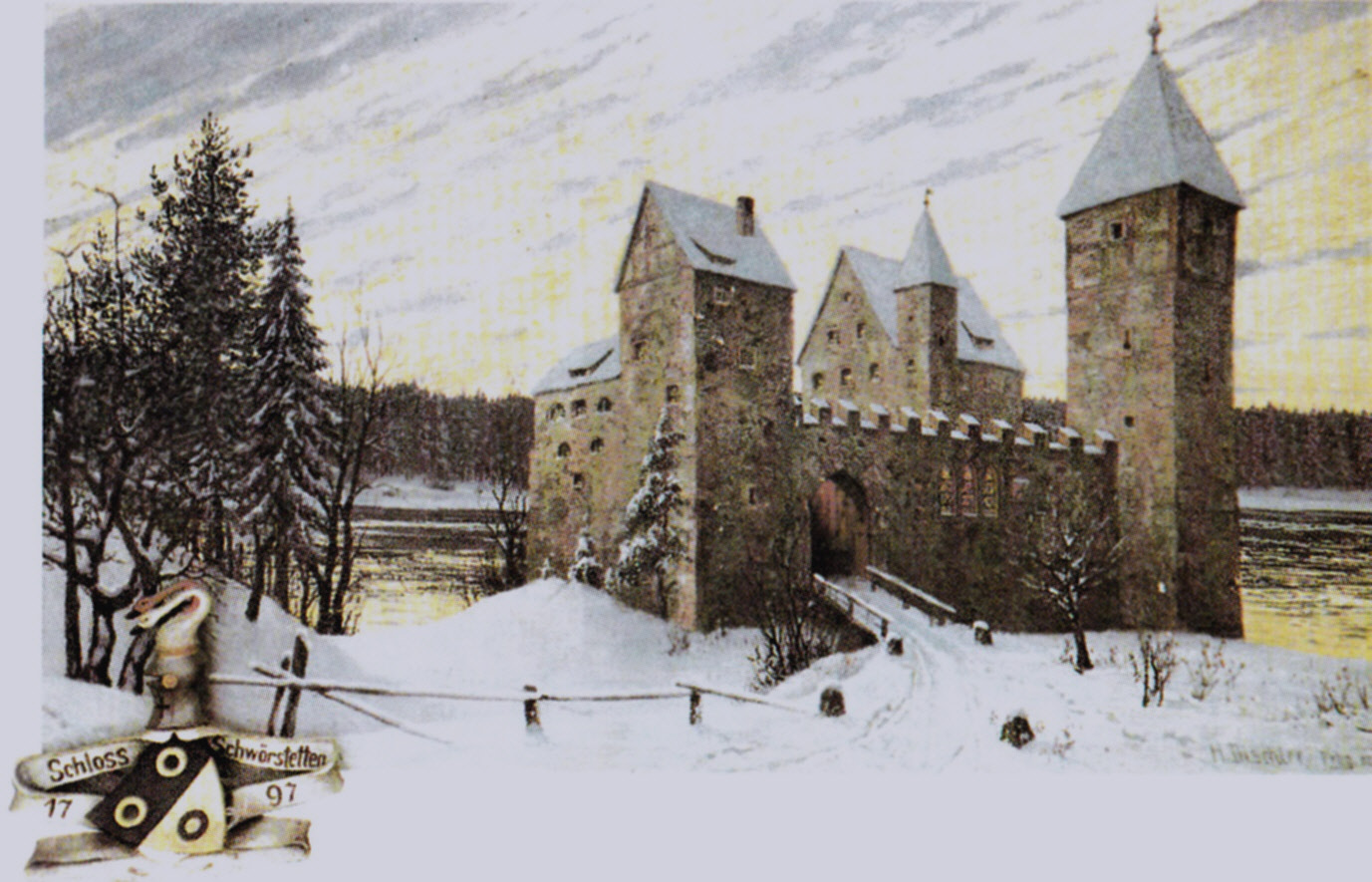
Burg Schwörstadt vor dem Brand 1797 (Ölgemälde von Hermann Dischler)

Nachdem Kaiser Joseph II. 1782 die Leibeigenschaft in den österreichischen Ländern aufgehoben hatte, wurde dies von den Bauern in einigen Dörfern der Herrschaft Schwörstadt (Niederschwörstadt, Öflingen, Wallbach) auch als Aufhebung der aus der Leibeigenschaft begründeten Abgaben (Leibfall) und Fronen interpretiert. Von 1782 bis 1798 kam es immer wieder zur Verweigerung und zur Entsendung von Deputationen nach Wien. Baron Franz Anton von Schönau und die vorderösterreichische Kammerverwaltung in Rheinfelden versuchten den Widerstand teilweise mit militärischen Strafaktionen zu brechen, während die übergeordneten Verwaltungen in Freiburg und Wien eher zurückhaltend wirkten. Als am 3. August 1797 das Schloss der Freiherren von Schönau niederbrannte, vermuteten die lokalen Behörden Brandstiftung. Auch wurde den Dorfbewohnern unterstellt, dass sie sich bei der Löschung des Brandes nicht beeilt und stattdessen Schadenfreude gezeigt hätten. Bereits 1792 war dem Baron gedroht worden, dass Schloss und Mühle in Brand gesteckt würden, wenn er weiter auf den Fronen beharre. Nach anderer Darstellung brannte die Burg durch die Unvorsichtigkeit eines Schlossgärtners ab.

### Neubau
Nach der Zerstörung der Burg wurde sie nicht wieder aufgebaut und erst 1834 wurde an deren Stelle mit dem Bau eines Herrenhauses im Weinbrennerstil begonnen.